# Pleurothallis revoluta
Pleurothallis revoluta là một loài thực vật có hoa trong họ Lan. Loài này được (Ruiz & Pav.) Garay miêu tả khoa học đầu tiên năm 1962.